# Ivan Brezina
Ivan Brezina (* 21. září 1967 Praha) je český novinář a publicista. Píše především o životním prostředí, cestování a kultuře, často v pojetí přiznaně subjektivní, angažované a osobně zaujaté „advokátské žurnalistiky“.

## Život a profesní dráha
Na Přírodovědecké fakultě UK vystudoval systematickou biologii a ekologii se specializací parazitologie (Mgr., 1995), na Fakultě sociálních věd UK žurnalistiku se specializací kultura a literatura (Mgr., 2002). Nedokončil studium bohemistiky na Filozofické fakultě UK, kde od podzimu 2020 studuje etnologii a kulturní antropologii.
V prosinci 1989 začal psát do Studentských listů, začátkem 90. let spolupracoval například s časopisem pro nezavedenou literaturu Iniciály, Revolver Revue, Literárními novinami nebo s Rádiem Mikrofórum. Pro pořady Na vlastní oči (TV Nova) a Fakta (Česká televize) připravoval investigativní reportáže.
Od října 1994 do dubna 1999 byl zaměstnán jako reportér Reflexu, do kterého později psal externě. Na jaře 2004 tuto spolupráci z vlastního rozhodnutí ukončil na protest proti porušování základních etických standardů novinářské práce tehdejším vedením redakce.
Od března 2004 do února 2007 externě přispíval do Britských listů. Tuto spolupráci přerušil poté, co jeho texty začaly být Janem Čulíkem svévolně doplňovány neodzdrojovanými osobními obviněními a zavádějícími tvrzeními.
Od května 1999 byl redaktorem Lidových novin, odkud byl v únoru 2000 propuštěn v souvislosti s kauzou svého obvinění z korupce (podrobněji viz níže). Od dubna 2000 byl redaktorem časopisu Quo, který se na jaře 2003 změnil v magazín Maxim (do září 2013).
Od března 2013 do srpna 2017 byl šéfredaktorem časopisu Outdoor, zaměřeného na extrémní sporty v přírodě. V letech 2014–2018 byl redaktorem webového magazínu G.cz. Od dubna do listopadu 2016 psal do magazínu Ego Hospodářských novin a týdeníku Ekonom.
Od září 2017 je redaktorem přílohy Víkend deníku Mladá fronta Dnes. Pravidelně přispívá do ženských a lifestylových časopisů (Marie Claire, Elle, Moje psychologie nebo Žena a život), kde píše především o evolučním a sociobiologickém rozměru lidské sexuality a vztahové psychologie.
Dlouhodobě se věnuje kritice environmentalismu a odborné polemice s hnutím ekologistů. Komentáře a analýzy o tematice životního prostředí publikuje či publikoval například v Mladé frontě DNES, Lidových novinách, Týdnu, 51Pro, Respektu, Britských listech, na Neviditelném psu, na Ekolistu a v dalších periodikách.
Podrobně se zabývá také cestovatelskou publicistikou. Jeho články o asijských zemích vycházejí či vycházely třeba v časopisech Koktejl, Lidé a Země, Pátek Lidových novin, Travel Life a Travel Digest nebo na webu Hedvábná stezka. Pro cestovatelský pořad České televize Objektiv natáčí televizní reportáže. O ekologických tématech i o cestování často přednáší.

## Spor s Milošem Zemanem
Na konci června 1999 tehdejší předseda vlády ČR Miloš Zeman veřejně obvinil bývalého ministra zahraničí Josefa Zieleniece z rozsáhlého korumpování novinářů, kteří prý měli za vysokou úplatu z rozpočtu ministerstva „vylepšovat Zieleniecovu image“. Zeman svá tvrzení nijak nedoložil a pouze uvedl, že to slyšel od ministra zahraničí Jana Kavana. Zieleniec proto požadoval omluvu.
V této souvislosti Zeman 29. června 1999 v předsálí poslanecké sněmovny řekl novinářům: „Když si přejete neustále nějaké konkrétní důkazy o korupci novinářů, dovolte, abych vám jeden dal. Existuje novinář, který se jmenuje Ivan Brezina. Tento novinář psal pro časopis Reflex a možná ještě píše. Tento Ivan Brezina psal články na podporu dostavby jaderné elektrárny Temelín. Na tom není samozřejmě nic špatného. Já, jak dobře víte, jsem rovněž zastáncem dostavby této elektrárny. Ale tento Ivan Brezina měl důvěrnou smlouvu s Českými energetickými závody, to znamená, že psal na objednávku Českých energetických závodů, a to už pokládám za formu korupce.“
V reakci na tento výrok ČEZ vydal 30. června tiskovou zprávu, ve které se uvádí: „Současné vedení společnosti Ivana Brezinu nikdy neplatilo a nic nenasvědčuje tomu, že by tak činilo bývalé vedení ČEZ.“. Přesto Zeman své tvrzení zopakoval ještě čtyřikrát: 30. 6. v pořadu Dobré ráno České televize, 1. 7. v poslanecké sněmovně v odpovědi na interpelaci Vladimíra Mlynáře, 3. 7. v Radiožurnálu a 16. 7. 1999 na tiskové konferenci v Lidovém domě. „V té době už dobře věděl, že ČEZ informaci o existenci smlouvy dementoval,“ shrnul později Brezina. „Podle mého názoru byl právě tohle zlomový okamžik, kdy Zeman svůj omyl proměnil v úmyslnou a zlovolnou lež. Čestný muž by se totiž na jeho místě v tuto chvíli jednoduše omluvil. Tím by pro mne také byla celá záležitost uzavřena a žádnou žalobu bych nepodával. Jen zbabělce, který nedokáže ‚chlapsky‘ přiznat chybu, musí k omluvě donutit soud.“
Důvod, proč předseda vlády s kauzou nařčení Zieleniece významově spojil právě Brezinu, vysvětlil mediální analytik Milan Šmíd: „Miloš Zeman měl s Brezinou nevyřízené účty za dva články „Svět podle Zemana“ publikované v týdeníku Reflex v květnu 1998. Brezina se zde dotkl některých citlivých míst Zemanova soukromého života. Viz například citát: ‚Historky z jejich rozvedeného manželství byly totiž naprosto otřesné. Nejmírnější vzpomínky paní Blanky vyprávěly o tom, jak prý Miloš Zeman kdysi rád postával před zrcadlem, recitoval Nietzsche a snil, že bude mít jednou státní pohřeb.‘ Protože Miloš Zeman nezapomíná, všiml si, že ochránci přírody v jednom televizním pořadu obvinili Brezinu, že píše články ve prospěch jaderné energetiky za peníze ČEZ. A tak využil setkání se šéfem Českých energetických závodů Milanem Černým, aby od něj vyzvěděl, jak to s Brezinou je. Milan Černý nejprve nadhodil, že Brezina má s ČEZ nějakou smlouvu, později však existenci smlouvy popřel a ani pozdější audity nepřinesly důkaz o tom, že by Brezina byl na výplatní listině ČEZ.“
Na Brezinovu žádost se věcí zabývala komise pro etiku při Syndikátu novinářů ČR, která 22. července 1999 vydala prohlášení: „Na základě zjištěných skutečností (mimo jiné vyjádření elektrárenské společnosti ČEZ, že Ivan Brezina nemá a nikdy neměl smlouvu s ČEZ, ani nikdy nepracoval na její objednávku) konstatujeme, že obvinění Ivana Breziny z korupce bylo nepodložené. Ivan Brezina se proti obecně platné etice žurnalistické práce neprovinil.“
Hloubkový audit ve společnosti ČEZ v srpnu 1999 existenci smlouvy s Brezinou vyloučil. Na podzim 1999 podal Brezina žalobu na ochranu osobnosti, za což v lednu 2000 dostal výpověď z redakce Lidových novin. Jejich tehdejší šéfredaktor Pavel Šafr to kromě presumpce viny zdůvodnil hlavně začínajícím Brezinovým soudním sporem se Zemanem. Podle neověřené informace dostal Šafr Brezinovo propuštění příkazem od tehdejších německých majitelů Lidových novin (mediální skupina Rheinische Post), kteří se obávali, že střet novináře s předsedou vlády poškodí jejich obchodní zájmy.
28. února 2001 městský soud v Praze v rozsudku uvedl: „Žalovaný jediným důkazem neprokázal pravdivost svých tvrzení, jednalo se tedy o nepravdivé tvrzení.“ Podle rozsudku tím došlo ke „zvlášť závažnému zásahu“ do Brezinových osobnostních práv. Zeman byl odsouzen ke zveřejnění omluvy v Mladé frontě Dnes, zaplacení finanční satisfakce ve výši 300 000 Kč a uhrazení soudních výloh.
Po Zemanově odvolání Vrchní soud v Praze 6. prosince 2001 rozsudek Městského soudu zrušil a odsoudil Brezinu k zaplacení soudních výloh. Výslovně přitom konstatoval, že „shledává správným závěr soudu prvního stupně o neexistenci smlouvy mezi žalobcem s ČEZem“. Vrchní soud změnu rozsudku zdůvodnil právní konstrukcí, podle které prý Zeman „pravdivě informoval“ o nepravdě o Brezinovi, kterou mu měl sdělit generální ředitel firmy ČEZ Milan Černý. Ten ovšem ve skutečnosti Zemanovi řekl něco jiného:
„12. května 1999 se Zeman setkal s tehdejším generálním ředitelem ČEZu Milanem Černým a dotazoval se, zda společnost Brezinu zaměstnává,“ shrnuje Barbora Loudová. „To Černý dementoval s tím, že i kdyby takovou práci novinářům přece jen zadal, měla by na to firma smlouvu o dílo. Další den přesto nechal prověřit, zda ČEZ nějakou takovou smlouvu s novinářem náhodou nemá a přikázal, kdyby se přišlo na to, že ano, ji okamžitě zrušit. Koncem května toho samého roku pak Černý na vládní recepci potkal Zemana a oznámil mu, že ‚smlouva s Brezinou byla zrušena‘. Později však ředitel ČEZu u soudu vypověděl, že tím měl na mysli pouze obecný pokyn. Jako šéf velkého koncernu prý neví o jednotlivých smlouvách a ve chvíli, kdy se Zemanem mluvil, ještě netušil, zda nějaká smlouva vůbec kdy existovala. Tehdejší premiér však Černého pochopil tak, že smlouva byla skutečně reálná.“
Pod rozsudkem Vrchního soudu je podepsána předsedkyně senátu Naděžda Žáková a soudkyně Zdenka Ferešová a Ludmila Říhová. Žáková byla přitom v té době i později známa svými vysoce kontroverzními rozhodnutími, ve kterých „už nejednou pomohla silnějším a vlivnějším proti slabým“. „Lidé mocní či známí a státní úřady bránící se žalobám občanů u ní mívají vyhráno“, respektive „ve sporech na ochranu osobnosti se kontinuálně staví na stranu mocnějších.“
Brezina později vyjádřil názor, že Vrchní soud rozhodoval na politickou objednávku. „Vypadalo to, že se Váš senát postavil na stranu prokazatelného lháře jen proto, že ten lhář je politik, zatímco pomluvený je pouze řadový občan,“ napsal v otevřeném dopise soudkyni Žákové.
Zjevnou nespravedlnost rozsudku opakovaně kritizovala i většina českých médií. Ondřej Neff psal na Neviditelném psu o „neuvěřitelném případu arogance moci, kdy moc ztělesněná ploše Zemanem dala najevo, že si může dovolit v oboru nactiutrhání doslova všechno, protože jí naše soudnictví nakonec bude zobat z ruky.“
Karel Steigerwald v Mladé frontě Dnes uvedl: „Soudce otevřel pomluvám vrata… Dal návod: mějte pomluvu z neověřeného zdroje a jste nevinný… Společnost, která takový rozsudek bez hlesu spolkne, je ohrožena snětí právnické ledabylosti. Spravedlnost už není nic víc než pouhá hříčka právnických kouzel… Za komunistů byly soudy význačnými producenty absurdních názorů. Například: pomlouvat republiku lze i pravdou – šup trest! Včerejší soud se této tradice symetricky drží: Zeman nemluvil pravdu, proto nepomlouval.“
Vladimír Kučera v Mladé frontě Dnes shrnul: „Soud nižší instance a předsedu vlády odsoudil k omluvě a k finanční náhradě ve výši tři sta tisíc korun. Avšak vrchní soud rozsudek změnil. Shrneme-li jeho vysvětlení: Premiér sice nesmí vymýšlet pomluvy, ale je beztrestné, když je šíří. Nakonec musí Brezina zaplatit soudní výlohy za to, že se bránil proti sprostotě.“
Karel Hvížďala na svém blogu později napsal: „Soudkyně Naděžda Žáková a její senát... soustavně podkopávají jedno ze základních práv: ius resistendi, právo odporu proti komukoliv, tedy i proti mocným a třeba i státu (včetně šance vyhrát)... Podobnými rozsudky se sami někteří soudci podílejí na likvidaci právního vědomí, čímž devastují právní stát, který je základem každé demokracie.“
Syndikát novinářů ČR se od akce na Brezinovu podporu distancoval. Jeho tehdejší vedoucí představitelé Miroslav Jelínek a Rudolf Zeman se totiž obávali, aby Zemana „nepozlobili“ a nepřišli o lukrativní sídlo Syndikátu v pražské Pařížské ulici.
17. prosince 2001 vydali novináři Radko Kubičko, Ivan Lamper, Marek Švehla a Ondřej Neff prohlášení, ve kterém rozsudek Vrchního soudu označili za „skandální“. Napsali: „Máme pocit, že rozsudek je nespravedlivý a že se dotýká nás všech v novinářské profesi.“ Založili konto Premiér a vyzvali veřejnost, aby na něm Brezinovi pomohla s placením soudních výloh. Do dubna 2002 se na kontě sešlo 37 150 Kč, které poslalo několik desítek dárců. Kauza Zemanovy „pravdivě citované lži“ je tak označována za jeden z mála případů, kdy se novináři spojili, aby se ke kolegovi zachovali solidárně.
Nejvyšší soud 21. května 2003 zamítl Brezinovo dovolání proti rozsudku Vrchního soudu. Pod rozsudkem je podepsán předseda senátu JUDr. Josef Rakovský a soudci JUDr. Oldřich Jehlička, CSc., a JUDr. Ludvík David, CSc.
Ústavní soud v Brně 11. listopadu 2005 ve svém nálezu rozsudky Vrchního i Nejvyššího soudu zrušil jako vadné, respektive nesrozumitelné. Uvedl, že jimi bylo porušeno Brezinovo základní právo na zachování osobní cti a dobré pověsti a konstatoval, že Zemanova lež měla obecný negativní dopad jak na profesní skupinu novinářů, tak i na celou společnost.
Ústavní soud odmítl předchozí konstrukci Vrchního a Nejvyššího soudu, podle které se autor výroku může zbavit odpovědnosti za jeho nepravdivost tvrzením, že šlo o citaci někoho jiného. „Nemá-li ústavní činitel svá tvrzení faktů důkladně prověřena co do pravdivosti, není oprávněn je zveřejnit,“ uvedla ústavní soudkyně Eliška Wagnerová.
Právním názorem Ústavního soudu byl následně vázán Vrchní soud v Praze. 10. dubna 2007 odsoudil Zemana k omluvě, zaplacení finanční satisfakce ve výši 50 000 Kč a uhrazení soudních výloh. Zeman se Brezinovi omluvil inzerátem otištěným 20. června v Mladé frontě Dnes. Brezina poté na konto Premiér vrátil peníze vybrané veřejností na jeho podporu.

## Ochrana přírody na Kokořínsku
Od roku 2019 vede Ivan Brezina kampaň proti nelegálním trampským tábořištím v CHKO Kokořínsku a tzv. Roverkách. Netají se tím, že jeho cílem je likvidace všech více než 120 nelegálních staveb a tábořišť (v souladu se zákonem 114/1992 Sb.) a dodržování platné legislativy pro pohyb a pobyt v chráněných lokalitách. Za tímto účelem založil facebookovou skupinu Černé skály v CHKO nechceme a podílel se na natáčení dvou pořadů České televize z ekologického cyklu Nedej se.
V reakci na aktivitu Ivana Breziny vznikly na sociálních sítích skupiny a stránky, které se zaměřují na Brezinovu kritiku, v médiálním prostoru se objevilo označení „válka trampů“, a pro zachování tábořišť se vyjádřila i skupina 27 vědců. Následně se ukázalo, že organizátoři tohoto stanoviska sami jezdí na Kokořínsko tábořit, takže mohou být ve střetu zájmů. Situace se vyhrotila na podzim 2023, kdy správa CHKO Kokořínsko – Máchův kraj zlikvidovala část nelegálních srubů a tábořišť, přičemž odstranění dalších má následovat. Brezina s odkazem na zákon 114/1992 a vyjádření České inspekce životního prostředí, Agentury ochrany přírody a krajiny a Archeologické komise Libereckého kraje argumentuje zejména poškozováním přírody a archeologických lokalit nelegálními aktivitami (budování černých staveb a tábořišť, rozdělávání ohňů) a nadměrným pohybem osob.
Na jaře 2022 vznikla webová stránka a mobilní aplikace Trampské kempy CZ, která zveřejňuje přesné GPS lokace trampských tábořišť, což je předmětem silné kritiky ze strany trampů. Někteří[kdo?] její autorství spojují s Brezinou, který to popírá. V květnu 2025 ale aplikaci formálně zaštítil svým jménem jako užitečný prostředek veřejné kontroly stavu životního prostředí a nástroj kritiky správy CHKO Kokořínsko – Máchův kraj, která podle něj problém trampských tábořišť dlouhodobě neřeší, a to navzdory vyjádření výše zmíněných institucí.
V lednu 2025 inicioval ministr životního prostředí Petr Hladík v rámci Agentury ochrany přírody a krajiny ČR (AOPK) vznik odborné skupiny pro řešení problematiky trampingu a souvisejících aktivit v CHKO Kokořínsko – Máchův kraj. Na konci června vydala skupina závěrečnou zprávu, podle které mají být tři z celkem nalezených 138 ilegálních tábořišť zlegalizovány pro širokou veřejnost. Podle ředitele AOPK Františka Pelce bude většina ostatních odstraněna.

## Knihy a sborníky
- Cesta na východ. Průvodce pro nezávislé cestování po asijských zemích (s Ivou Brezinovou, vydal Lingam 1996 a 1999)[95]
- Zelená apokalypsa. Průvodce eko-strachem přelomu milénia (předmluvu napsal Václav Klaus, vydalo Centrum pro ekonomiku a politiku roku 2009)[96]
- Velká kniha fuckupů. Sebrané průšvihy osobností českého byznysu, kultury a života vůbec (s Tomášem Studeníkem, vydal Jan Melvil publishing 2018)[97]
- Spoluautor: Takoví jsme byli… Studentské listy po 30 letech (kolektiv autorů, vydal Prakul Production 2019)[98]
- Spoluautor: Chemická směrnice REACH (sborník CEP 54/2007)[99]
- Spoluautor: Globální oteplování – realita, nebo bublina? (sborník CEP 67/2008)[100]
- Spoluautor: Biopaliva – pomoc přírodě, nebo zločin proti lidskosti? (sborník CEP 74/2009)[101]
- Spoluautor: Kůrovcová kalamita – víc než spor přírodovědců (sborník CEP 94/2011)[102]
- Spoluautor: 100 největších Čechů: encyklopedie DNES: příběhy, které změnily české dějiny. Praha: Mafra, a.s., 2017. 106 stran

## Ekologické ceny
- 9. místo v anketě Zelená perla o nejpitomější výrok v oblasti životního prostředí a ochrany přírody za rok 1996, pořádané ekologistickým sdružením Děti Země.[103] Cena byla udělena za výrok: „Správný ekologický aktivista je skromný, nejezdí autem, nepoužívá intimsprej, nejí maso, chodí oblečen do režné haleny z přírodních materiálů, svítí loučí, nemyje se a recykluje toaletní papír. Dobrovolnou skromnost odvozují Zelení z takzvané koncepce trvale udržitelného života.“ (z článku Ekoteroristé, týdeník Reflex, č.30/96, 18.7.1996).

## Novinářské ceny
- 1. místo v soutěži Příběh uprchlíka, pořádané Vysokým komisariátem OSN pro uprchlíky (březen 1999, za reportáž o afghánských uprchlících pro Reflex)
- 1. místo v soutěži cestovatelských filmů Go kamera (2001, za TV reportáž o indickém náboženském svátku Kumbhaméla pro pořad Objektiv České televize)
- Čestné uznání v soutěži české asociace novinářů a publicistů cestovního ruchu Czech Travel Press a slovenského žurnalistického sdružení FIJET Slovakia (leden 2019, za článek Vzhůru na slovenský Everest pro Víkend MF Dnes)[104]